# Ascaphus truei
Ascaphus truei é uma rã de tamanho pequeno da família Ascaphidae, presente na costa ocidental do Canadá e Estados Unidos.

## Morfologia
Esta rã tem um aspecto bastante rugoso, parecendo-se com um sapo. Atinge tamanhos de 2,5 a 5,1 cm de comprimento. Coloração verde-azeitona, castanha, cinzenta ou avermelhada sob pintas amarelas e cinzentas. Pupila vertical. A sua capacidade pulmonar é reduzida dando-se a respiração maioritariamente pela pele.